# BMW G15
BMW G15 — среднеразмерный купеобразный седан 8-й серии (Gran Tourismo). Кабриолет получил индекс G14, купе — G15, седан — G16.

## История
Автомобиль BMW G15 впервые был представлен в 2017 году. Первый серийный вариант был представлен на 24 часах Ле-Мана 2018 15 июня 2018 года. На Женевском автосалоне был представлен концепт-кар BMW M8 Gran Coupé. С ноября 2018 года производится кабриолет BMW G14. В январе 2019 года был представлен опытный экземпляр Night Sky. С июня 2019 года производится седан BMW G16.
С сентября 2019 года в США поставляется модель Gran Coupé 8. На её основе с 2021 года производится модель Alpina B8.
Также модель поставляется в Россию.

## Особенности
Модель BMW G15 оснащена двигателями внутреннего сгорания собственного производства и автоматической трансмиссией GA8HP76X. На приборной панели присутствует мультисистема iDrive. Объём колёсных дисков варьируется от 19 до 20 дюймов.

## Двигатели

### Бензиновые двигатели внутреннего сгорания
| Модель             | Годы производства | Двигатель                 | Мощность                                 | Крутящий момент              | Разгон до 100 км/ч (62 миль/ч) |
| ------------------ | ----------------- | ------------------------- | ---------------------------------------- | ---------------------------- | ------------------------------ |
| 840i / 840i xDrive | С 2019            | BMW B58 (I6; турбонаддув) | 250 кВт (340 л. с.) при 5000—6500 об/мин | 500 Н*м при 1600—4500 об/мин | 5,3/4,9 сек.                   |
| M850i xDrive       | С 2018            | BMW N63 (V8)              | 390 кВт (530 л. с.) при 5500—6000 об/мин | 750 Н*м при 1800—4600 об/мин | 3,7 сек.                       |
| M8                 | С 2019            | BMW S63 (V8)              | 441 кВт (600 л. с.) при 6000 об/мин      | 750 Н*м при 1800—5700 об/мин | 3,3 сек.                       |
| M8 Competition     | С 2019            | BMW S63 (V8)              | 460 кВт (625 л. с.) при 6000 об/мин      | 750 Н*м при 1800—5860 об/мин | 2,7 сек.                       |
| Alpina B8          | С 2021            | BMW N63 (V8)              | 456 кВт (620 л. с.) при 5550—6500 об/мин | 800 Н*м при 2000—5000 об/мин | 3,3 сек.                       |

### Дизельные двигателивнутреннего сгорания
| Модель      | Годы производства | Двигатель                                    | Мощность                            | Крутящий момент              | Разгон до 100 км/ч (62 миль/ч) |
| ----------- | ----------------- | -------------------------------------------- | ----------------------------------- | ---------------------------- | ------------------------------ |
| 840d xDrive | 2018—2020         | BMW B57 (I6; турбонаддув)                    | 235 кВт (320 л. с.) при 4400 об/мин | 680 Н*м при 1750—2250 об/мин | 4,9 сек.                       |
| 840d xDrive | С 2020            | BMW B57 + электродвигатель (I6; турбонаддув) | 250 кВт (340 л. с.) при 4400 об/мин | 700 Н*м при 1750—2250 об/мин | 4,8 сек.                       |

## Продажи
| Год    | Продано |
| ------ | ------- |
| 2018   | 29838   |
| Всего: | 39838   |

## Галерея

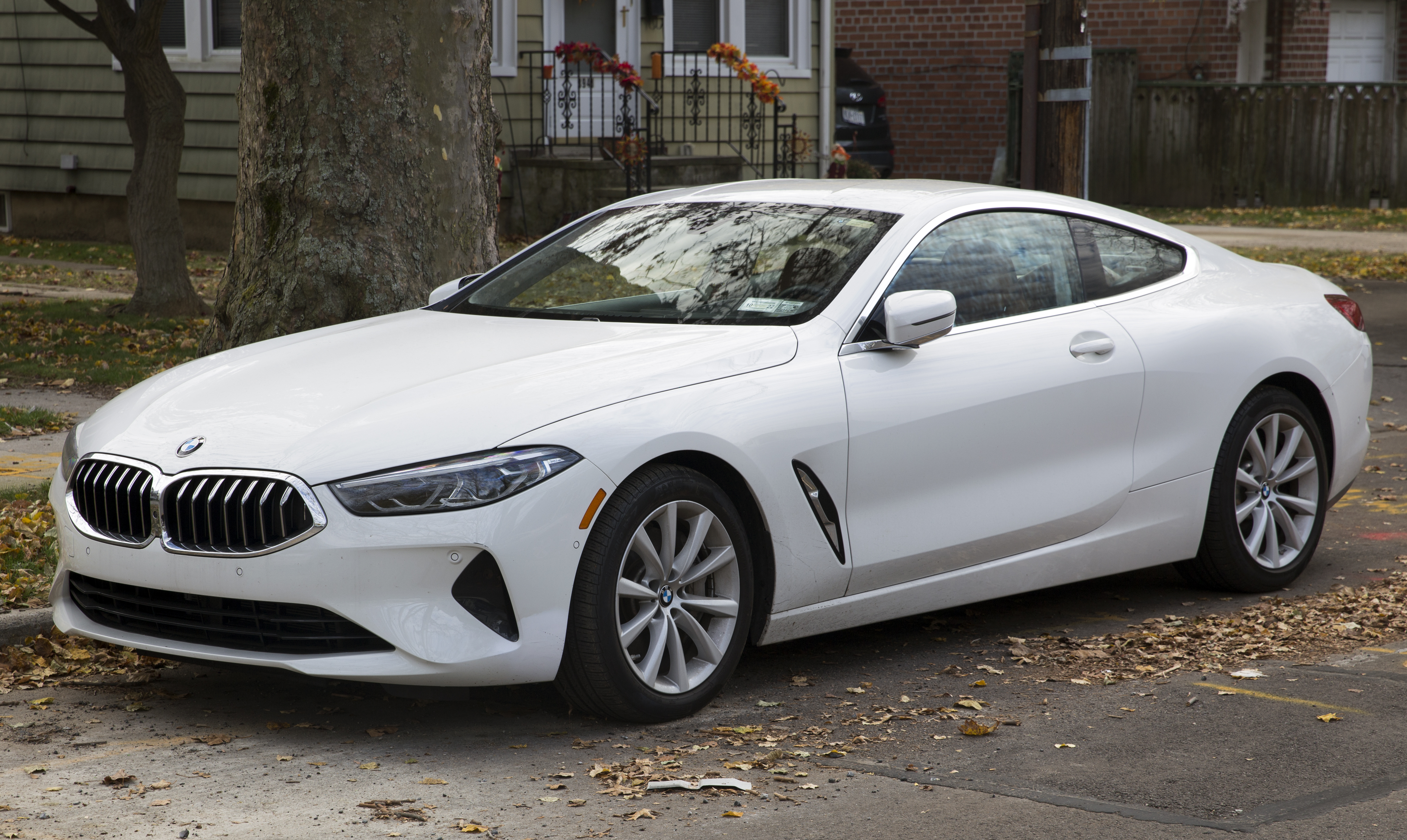
BMW 840i
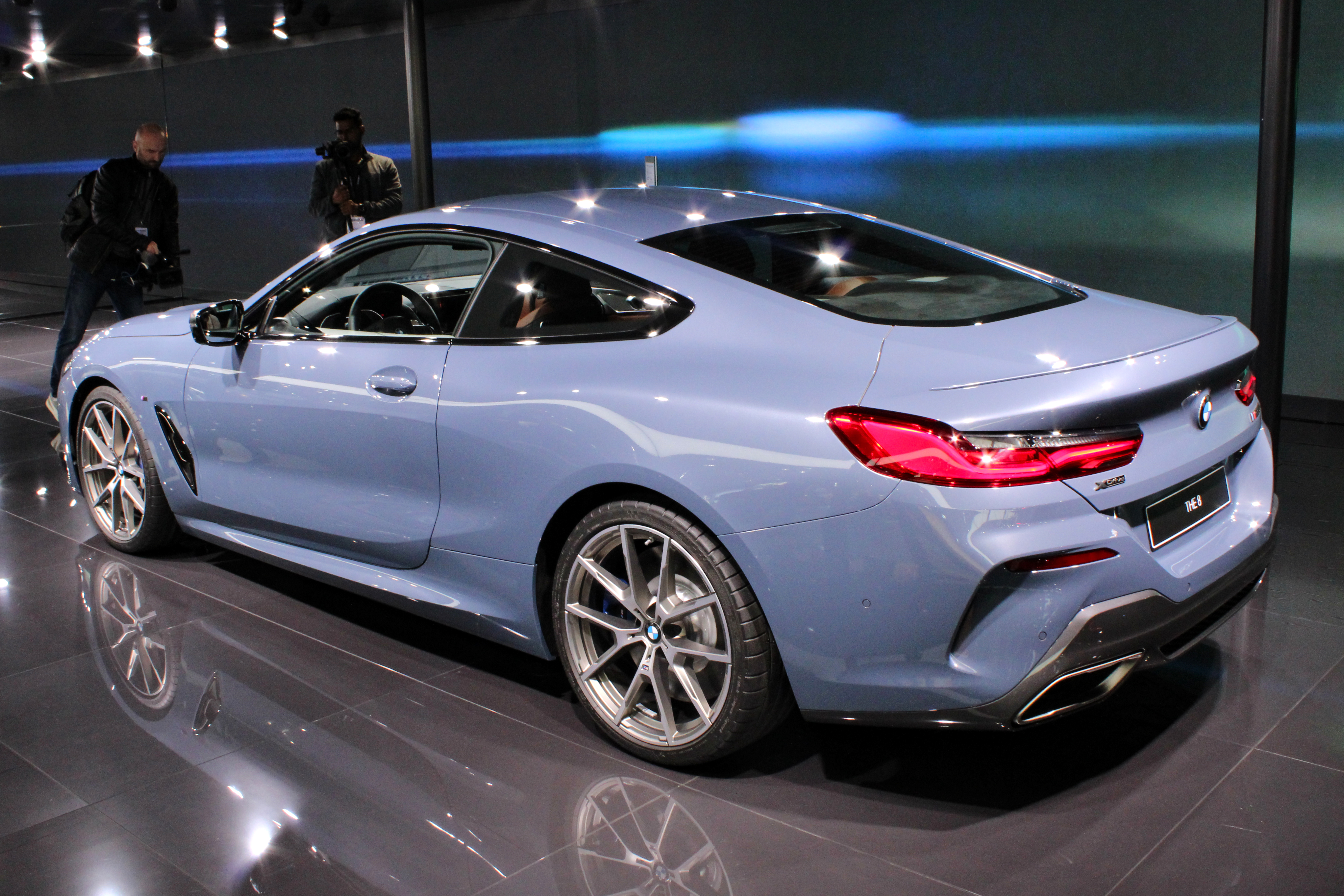
BMW 840d
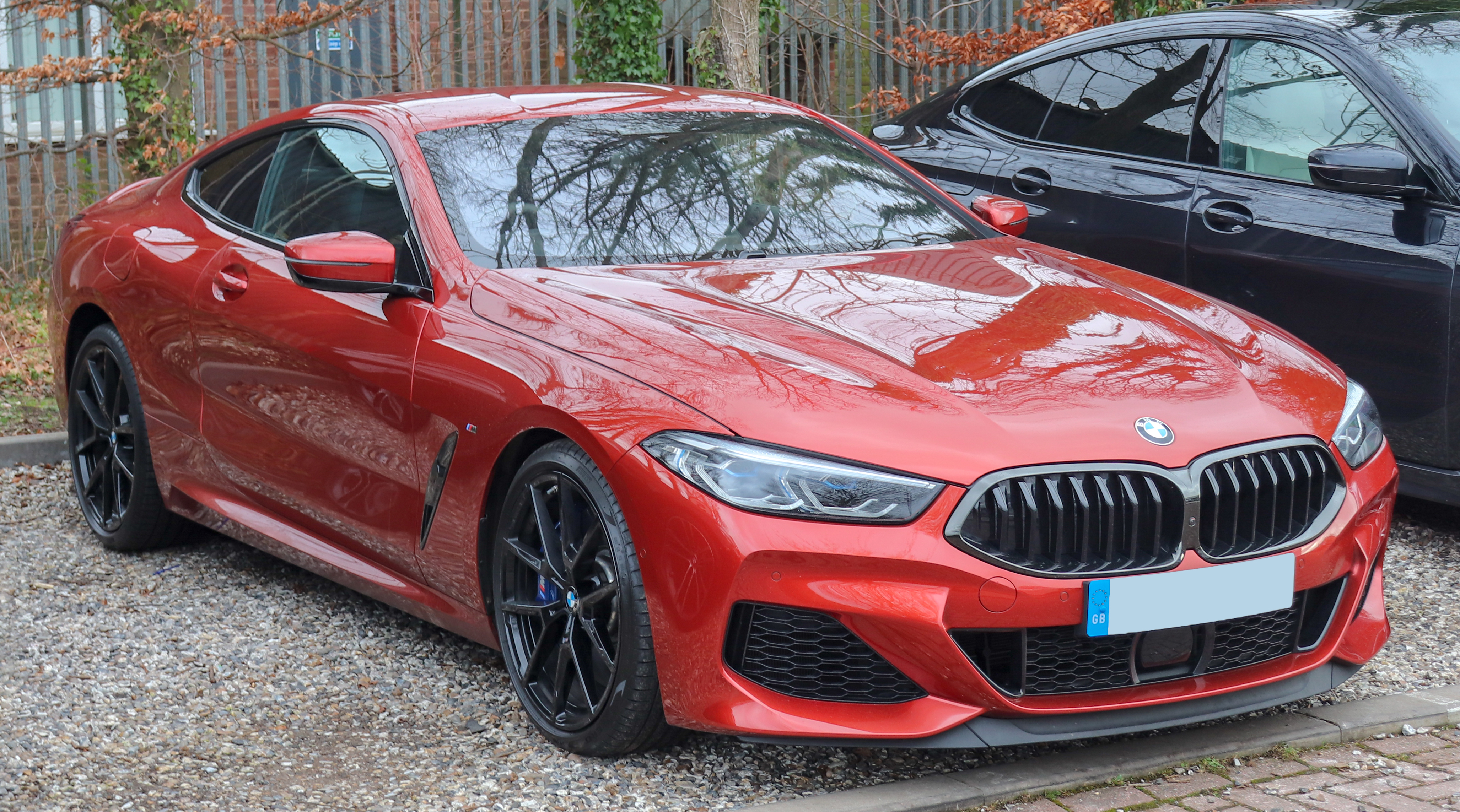
BMW M850i
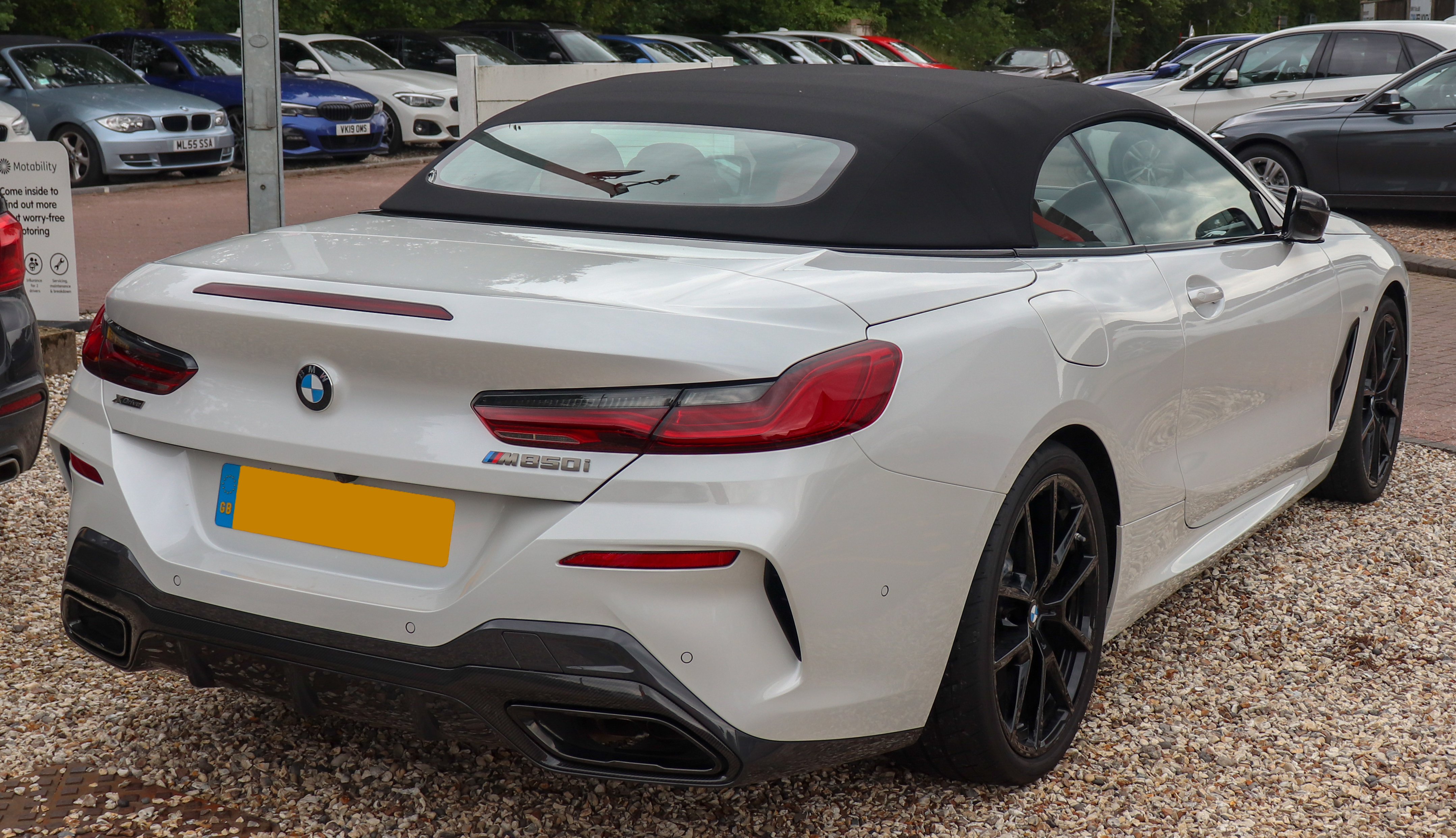
BMW M850i
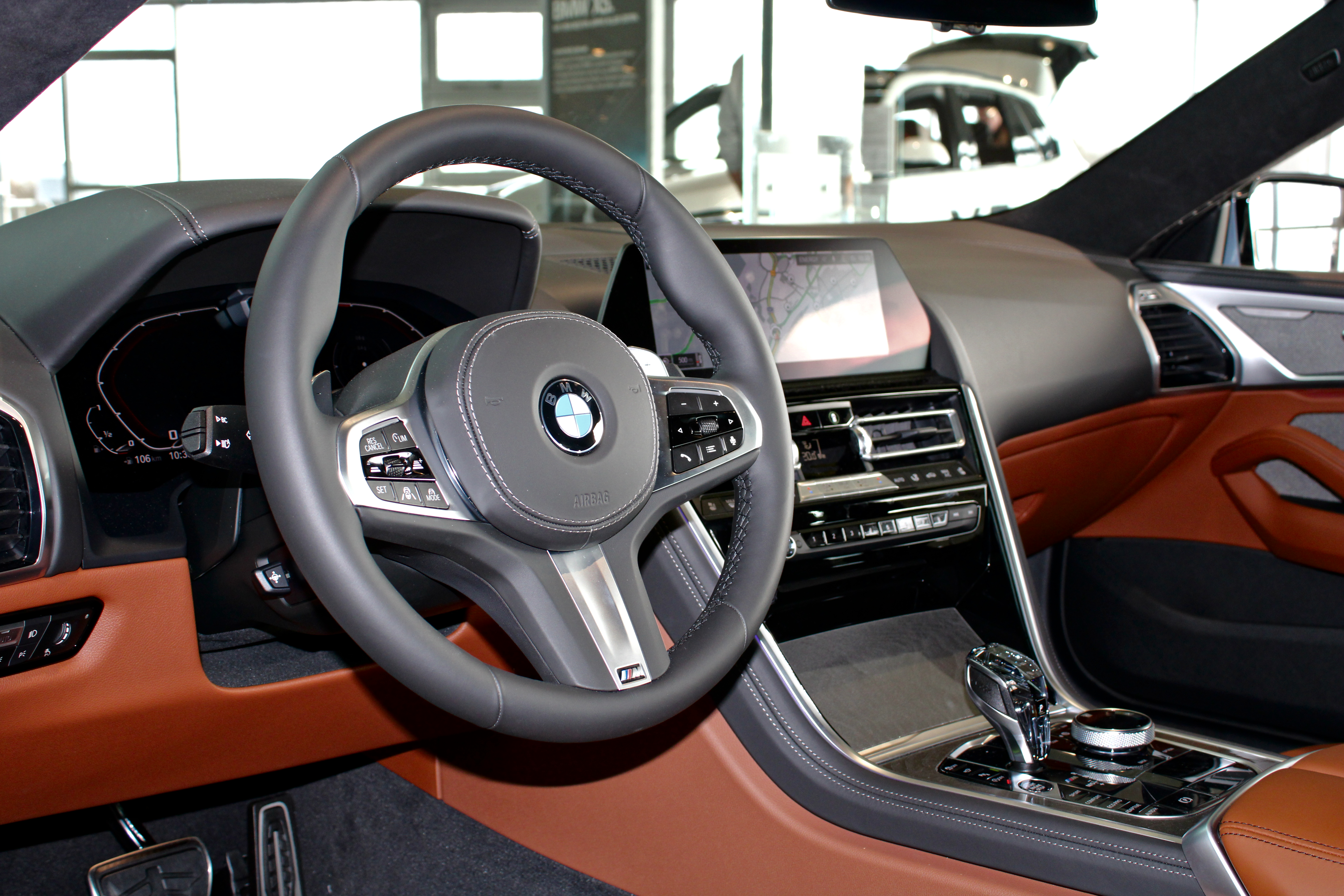
Место водителя
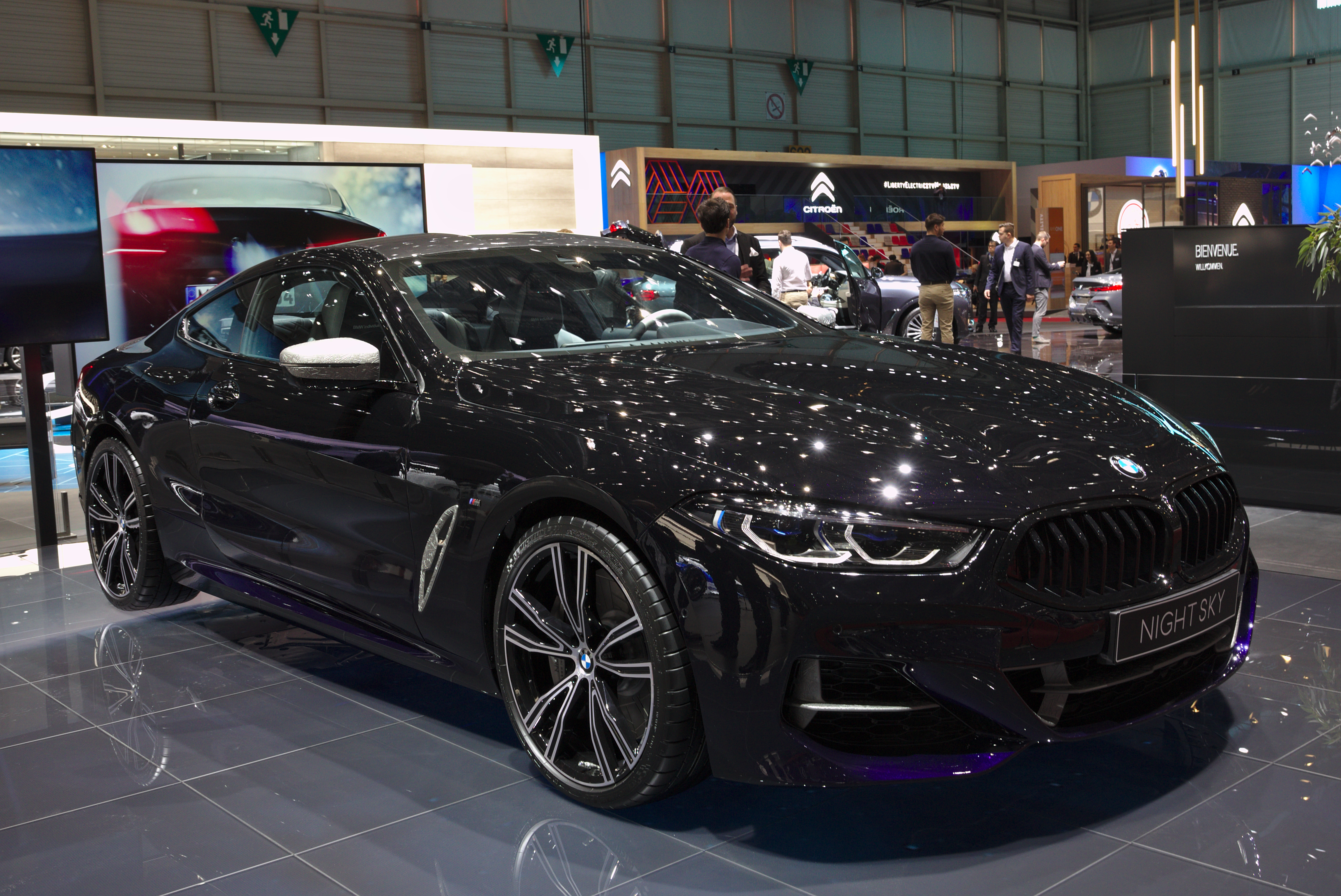
BMW Night Sky
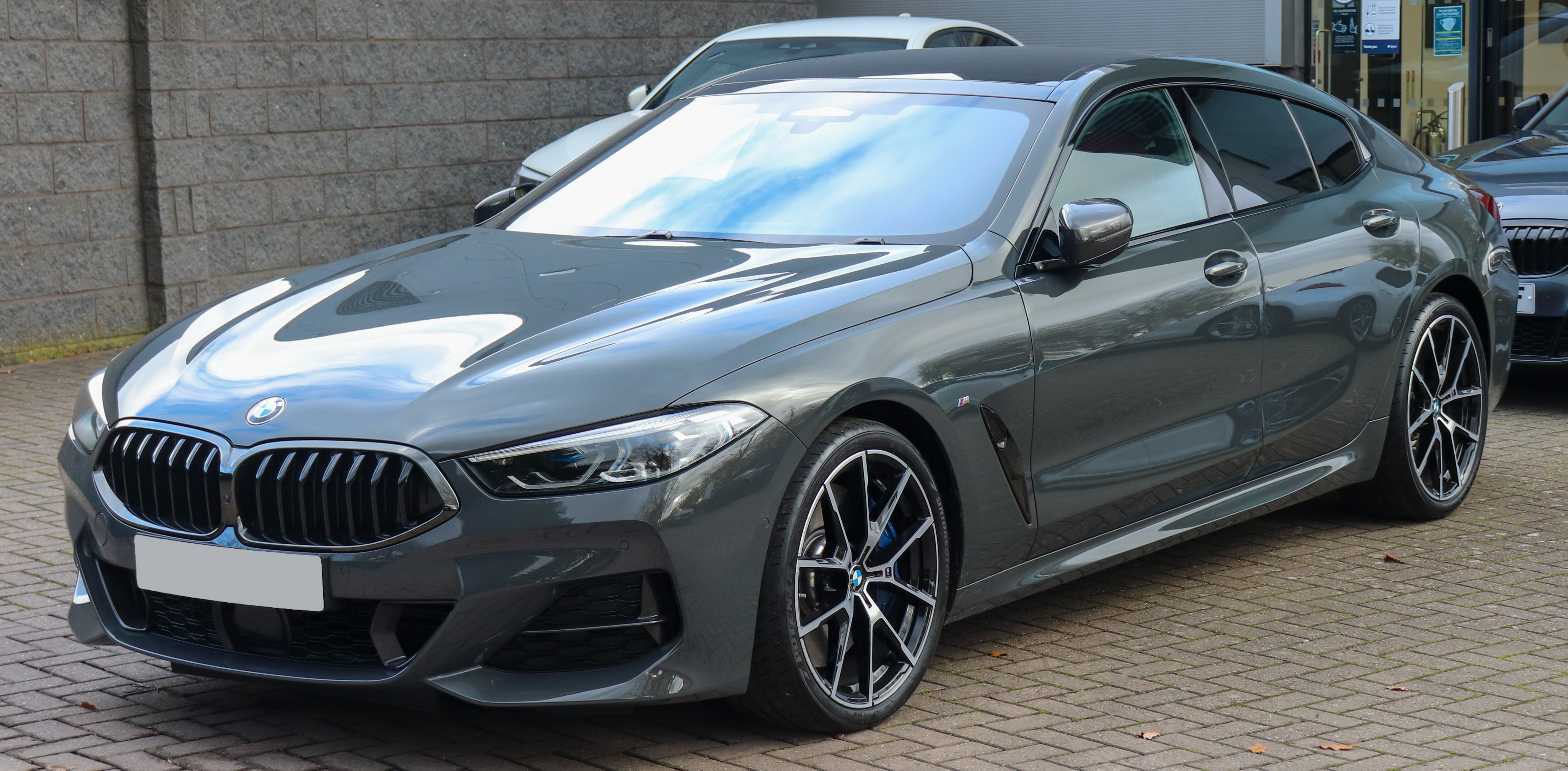
BMW G16
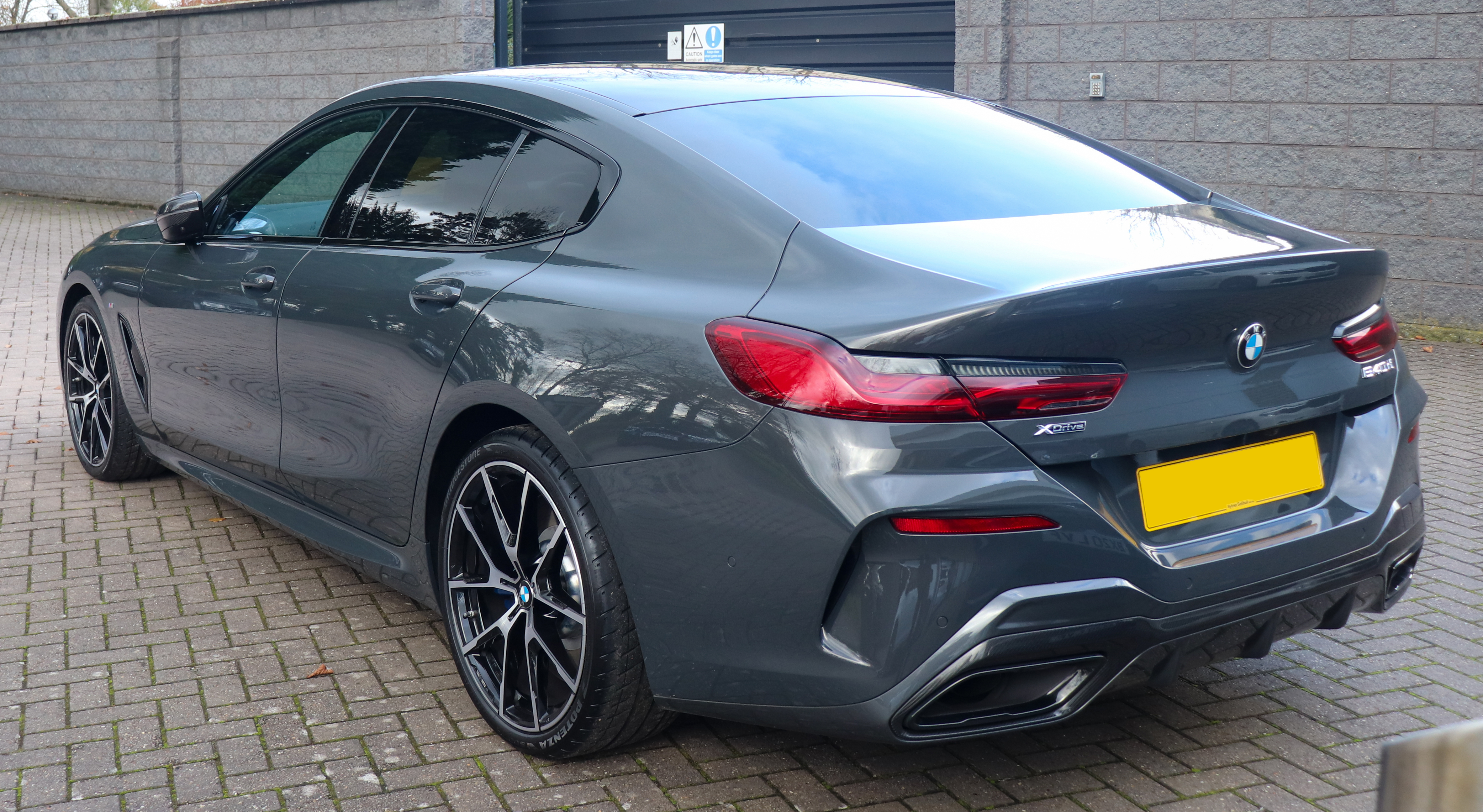
BMW G16
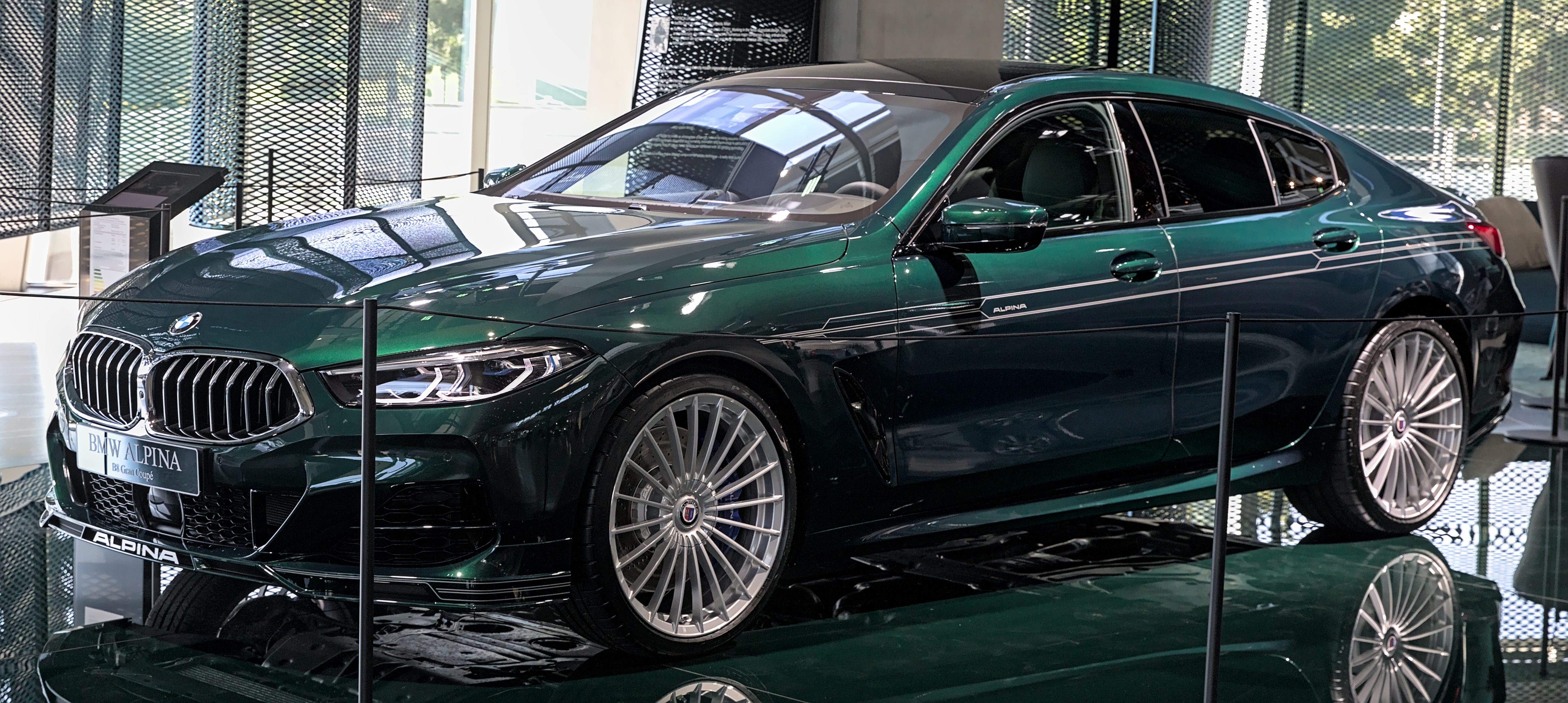
Alpina B8